# Nemophora mollella
Nemophora mollella is een vlinder uit de familie van de langsprietmotten (Adelidae). De wetenschappelijke naam van de soort is voor het eerst geldig gepubliceerd door Hübner in 1813.
De soort komt voor in Europa.